# Uranius Patera
Der Uranius Patera ist ein Vulkan in der Tharsis-Region auf dem Mars. Sein Krater enthält einen flachen Boden und ist sozusagen kreisförmig. Es wird vermutet, dass die Ebenen um den Berg von Auswürfen der Tharsis Montes zeugen.
Der Durchmesser beträgt etwa 114 km.